# Alte Pinakothek
De Alte Pinakothek is een museum dat deel uitmaakt van het Kunstareal München in München, met vooral schilderijen van kunstschilders uit de renaissance en de barok.
De benaming Pinakothek komt van het Griekse woord voor een kunstverzameling. Met de bouw werd in 1826 begonnen; in 1836 was het gebouw klaar. Het was destijds het grootste museumgebouw ter wereld.

## Collectie

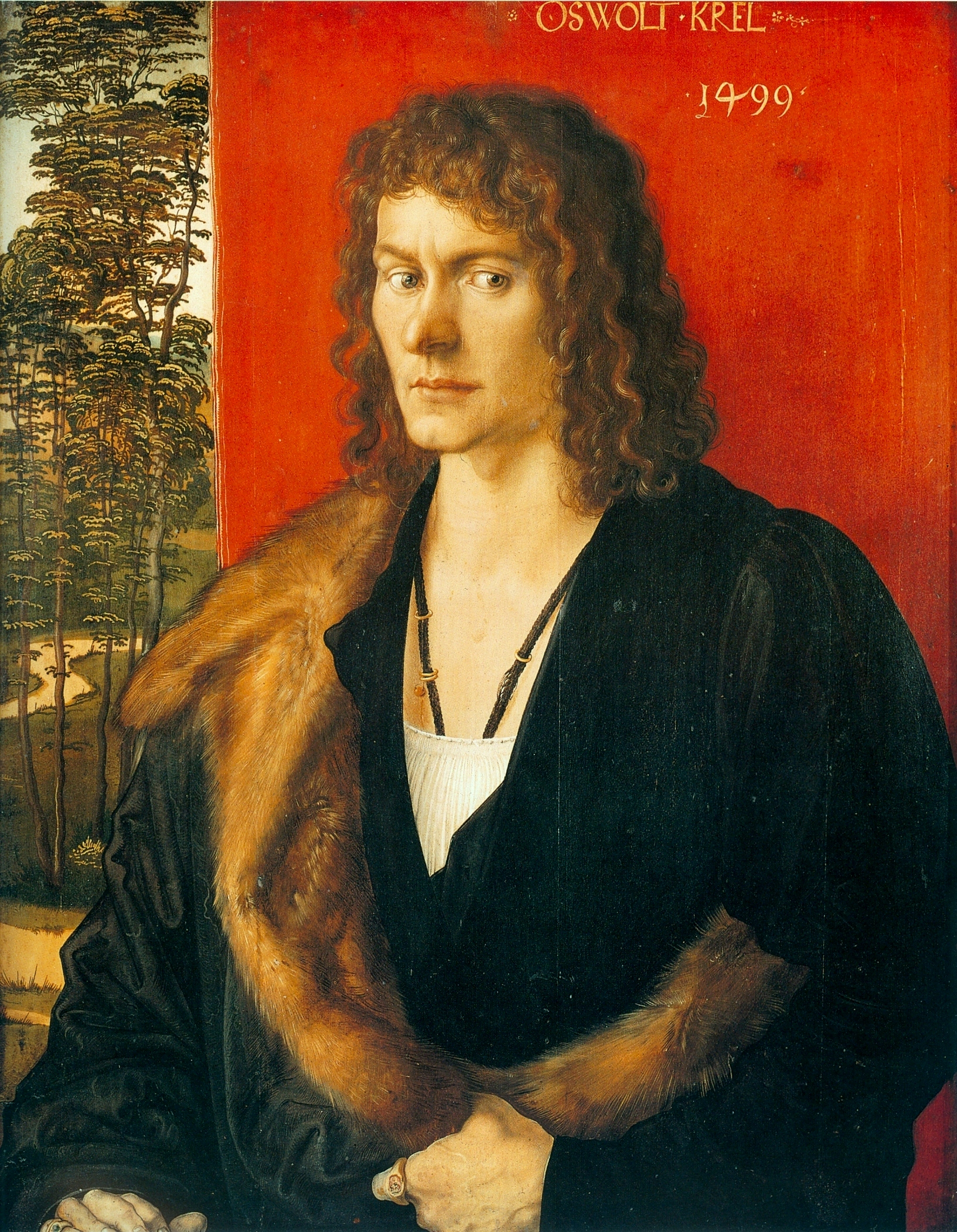
Albrecht Dürer "Oswolt Krel"

Het museum bezit een paar duizend schilderijen van Europese kunstschilders van de 13e tot de 18e eeuw. Vooral de collecties van vroege Italiaanse, Oude Duitse, Oude Hollandse en Vlaamse kunstschilders behoren tot de belangrijkste van de wereld. Meer dan 800 schilderijen worden tentoongesteld, onder andere uit de Noordelijke renaissance:
- Duitse schilderkunst 14e–17e eeuw:

De Pinakothek heeft werken van Stefan Lochner, Albrecht Dürer, Albrecht Altdorfer, Cranach, Holbein, Matthias Grünewald, Michael Pacher, Hans von Aachen, Adam Elsheimer en Johann Liss.
- Nederlandse schilderkunst 15e–18e eeuw:

Belangrijke collectie van Nederlandse schilderijen met enkele meesterwerken zoals onder andere van Dieric Bouts, Lucas van Leyden, Rembrandt van Rijn, Frans Hals, Pieter Lastman, Gerard Terborch en Quiringh van Brekelenkam.
- Vlaamse schilderkunst 15e–18e eeuw:

De collectie bevat meesterwerken van kunstschilders als Jan van Eyck (Vera Icon), Rogier van der Weyden, Hans Memling, Pieter Brueghel de Oude, Jan Brueghel de Jonge, Peter Paul Rubens, Antoon van Dyck (Zelfportret), Jacob Jordaens en Adriaen Brouwer. De Rubenscollectie is de grootste ter wereld.

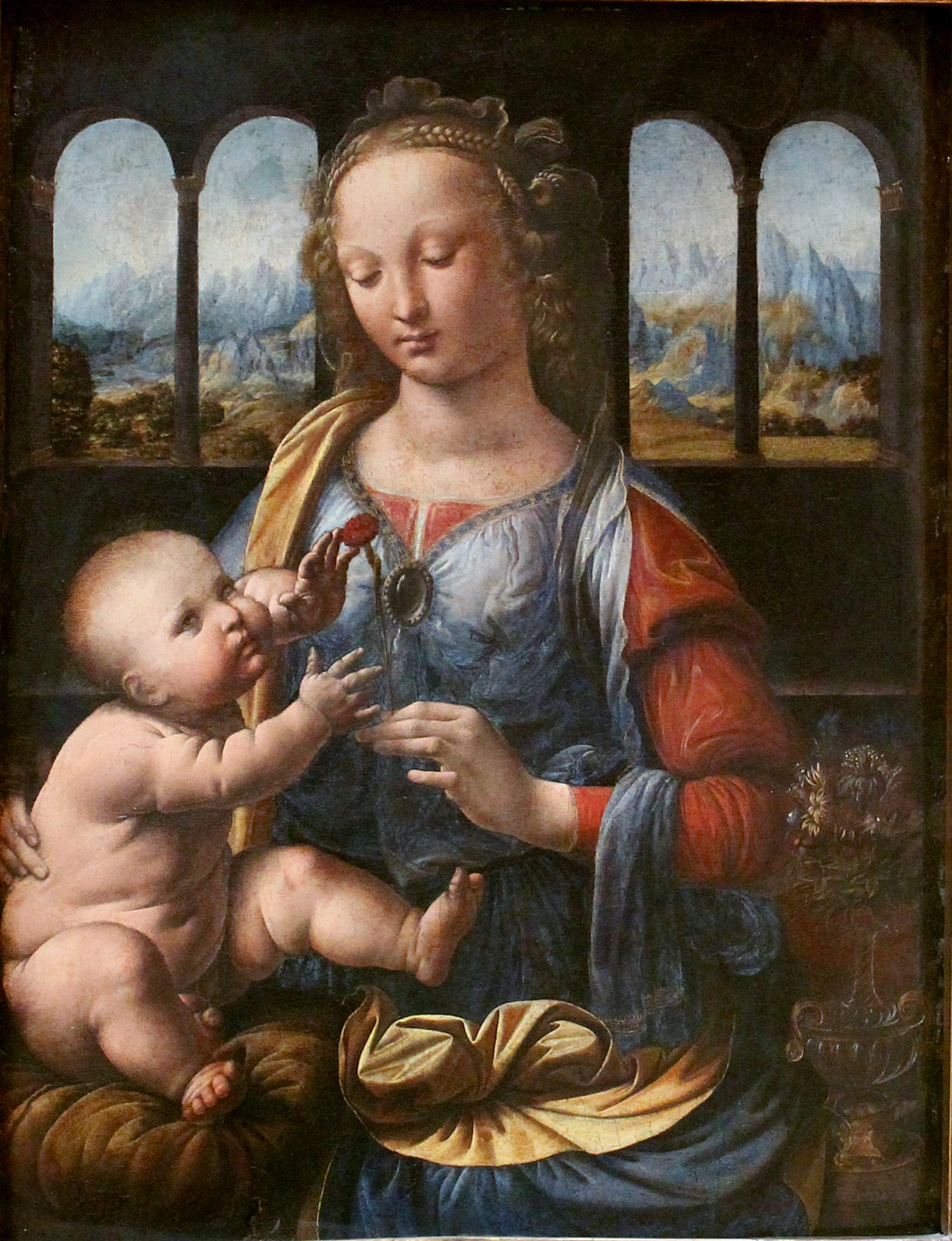
Leonardo da Vinci, Madonna met de anjer

- Italiaanse schilderkunst 13e–18e eeuw, onder andere uit de hoogrenaissance:

Van de Italiaanse schilderijen zijn de oudste de werken van Giotto, waaronder zijn bekende Het laatste avondmaal. Verder van de Italiaanse School uit de renaissance en barok schilderijen van onder anderen Fra Angelico, Sandro Botticelli, Fra Filippo Lippi, Rafaël, Leonardo da Vinci, Titiaan, Tintoretto, Guido Reni, Tiepolo, Francesco Guardi en Canaletto.
- Franse schilderkunst 16e–18e eeuw:

Ondanks de banden van de familie Wittelsbach met Frankrijk is dit de op een na kleinste collectie van het museum met werken van onder anderen Claude Lorrain, Nicolas Poussin, François Boucher, Jean-Baptiste Siméon Chardin, Maurice-Quentin de La Tour, Claude Joseph Vernet en Jean-Honoré Fragonard.
- Spaanse schilderkunst 16e–18e eeuw:

De kleinste collectie van het museum met werk van El Greco, Juan Pantoja de la Cruz, Velázquez, Jusepe de Ribera, Zurbarán en Bartolomé Murillo. De schilderijen van Francisco Goya zijn verhuisd naar de Neue Pinakothek die vlak bij de Alte Pinakothek ligt.

## Galerij

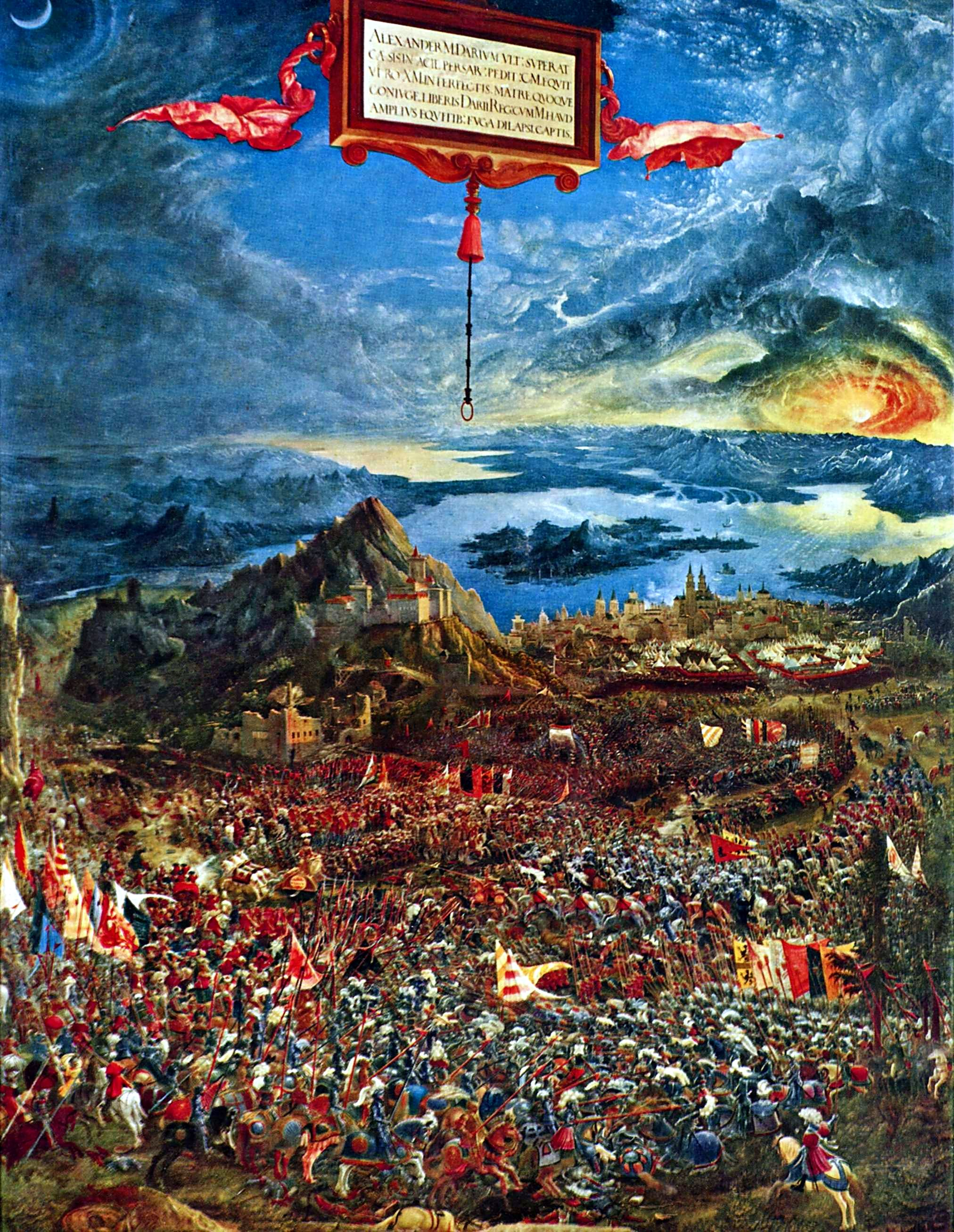
Albrecht Altdorfer: "De slag bij Issus"
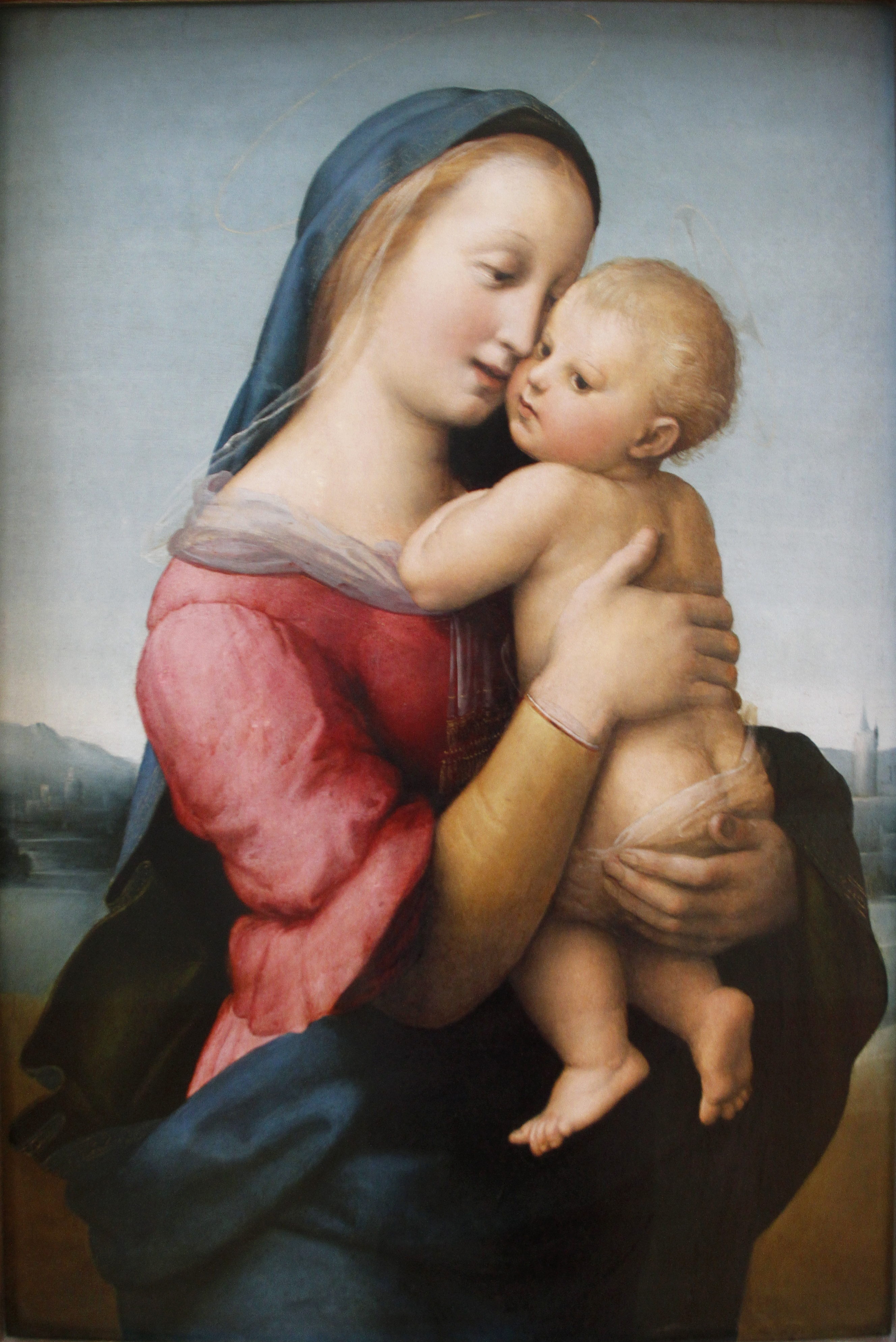
Rafaël Santi: "Madonna Tempi"
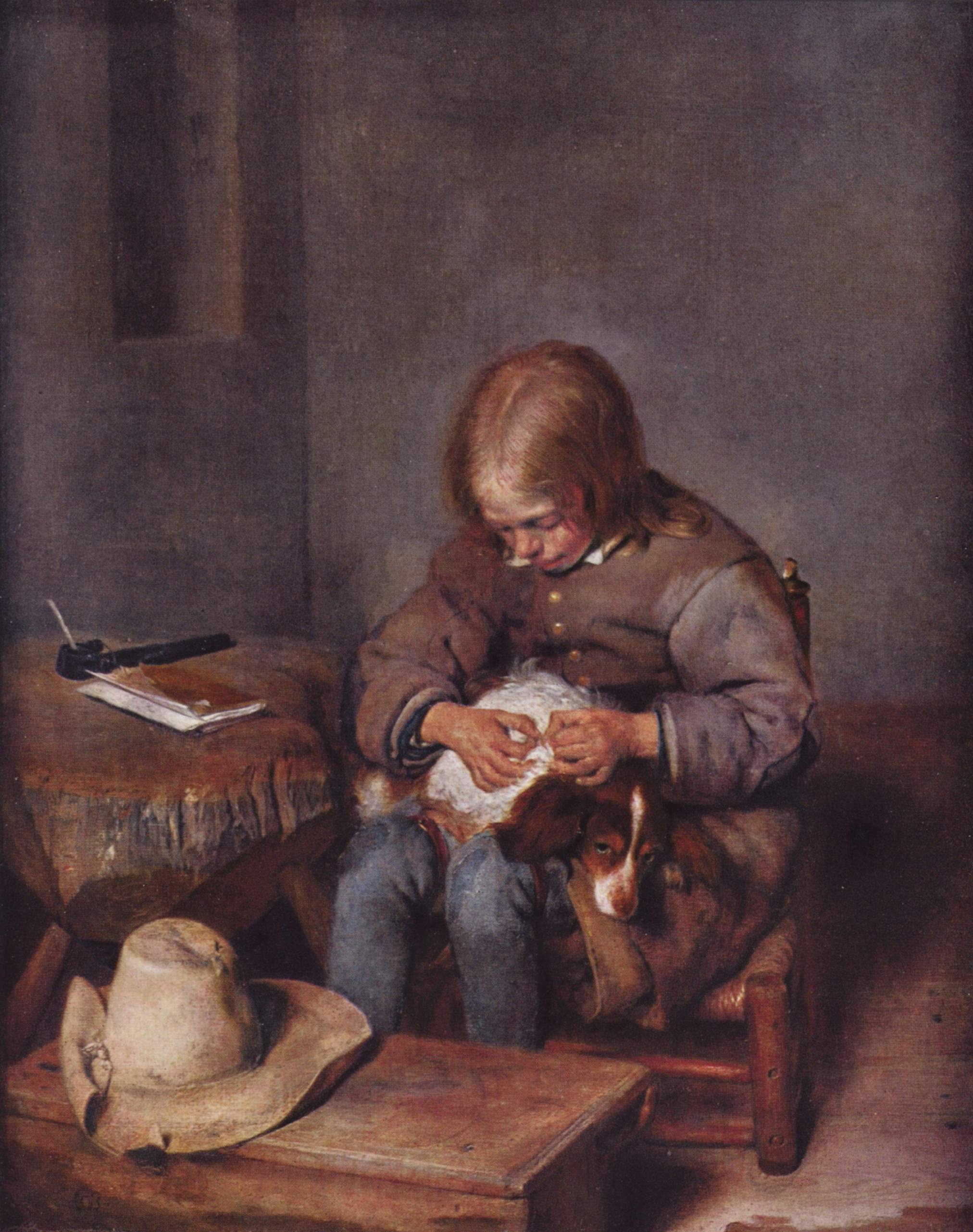
Gerard Terborch: "De vlooienvanger"
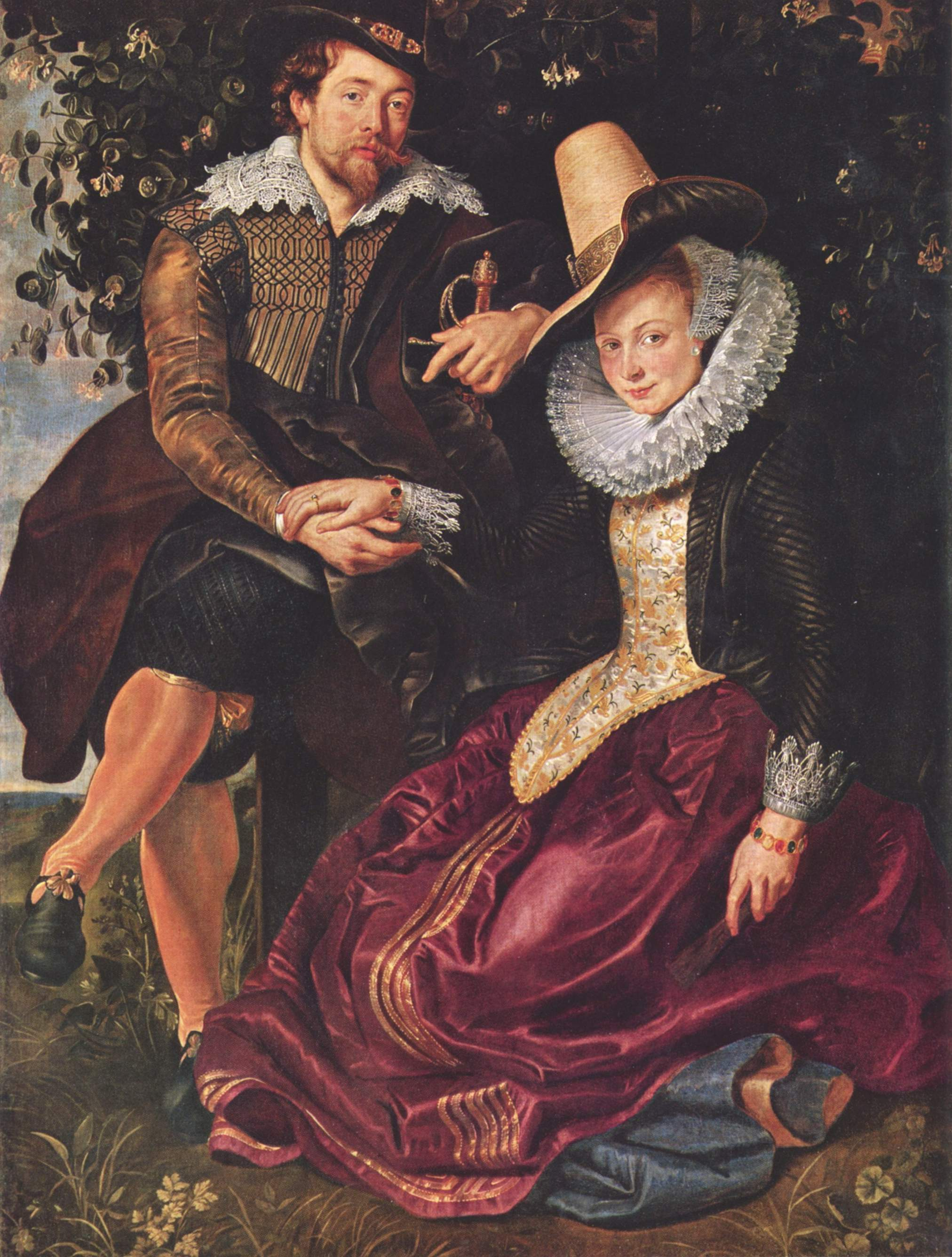
Peter Paul Rubens: "Portret van de kunstenaar en zijn vrouw in een prieel van kamperfoelie"
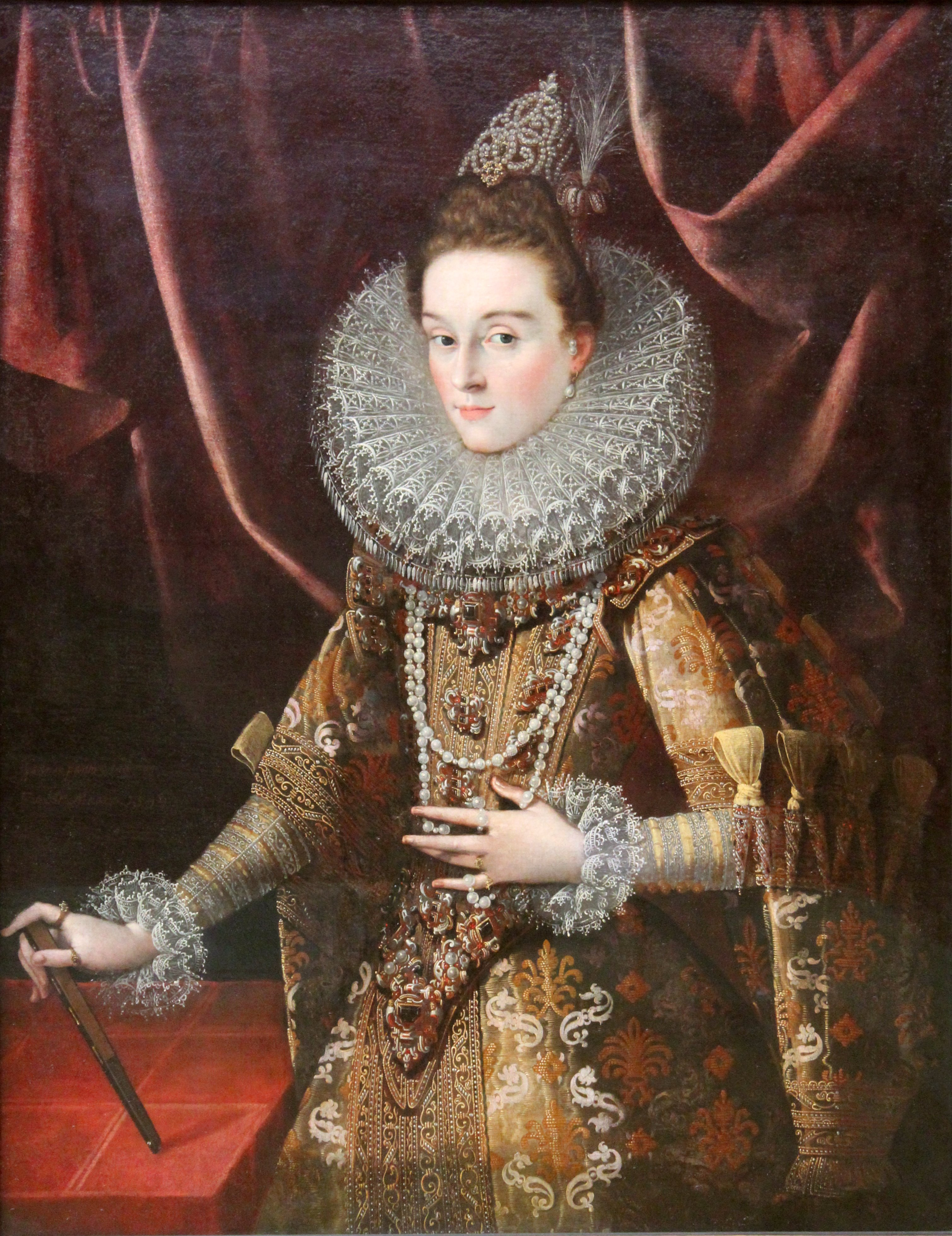
Juan Pantoja de la Cruz: "Infante Isabella Clara Eugenia"
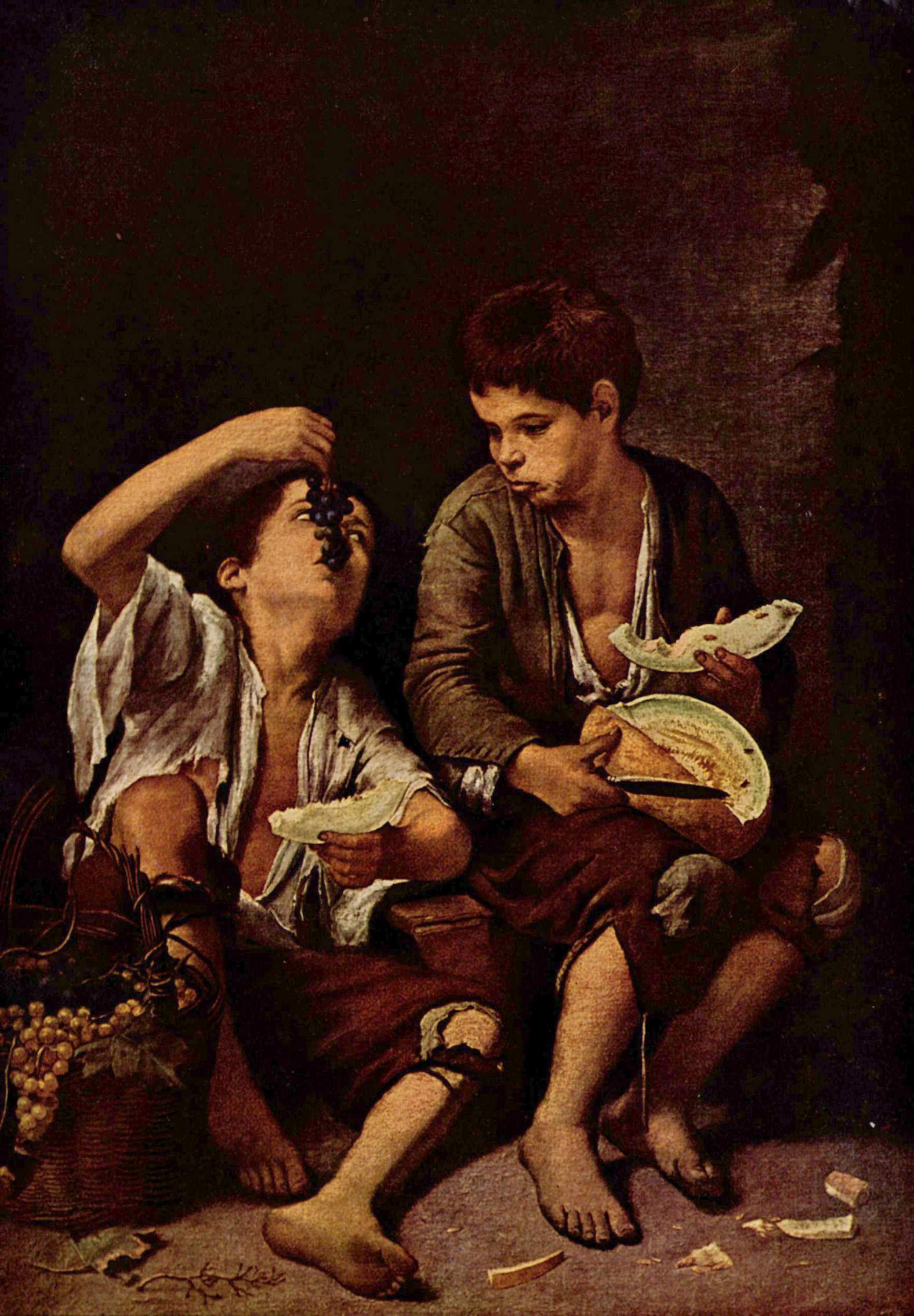
Bartolomé Murillo: "De jonge bedelaars"
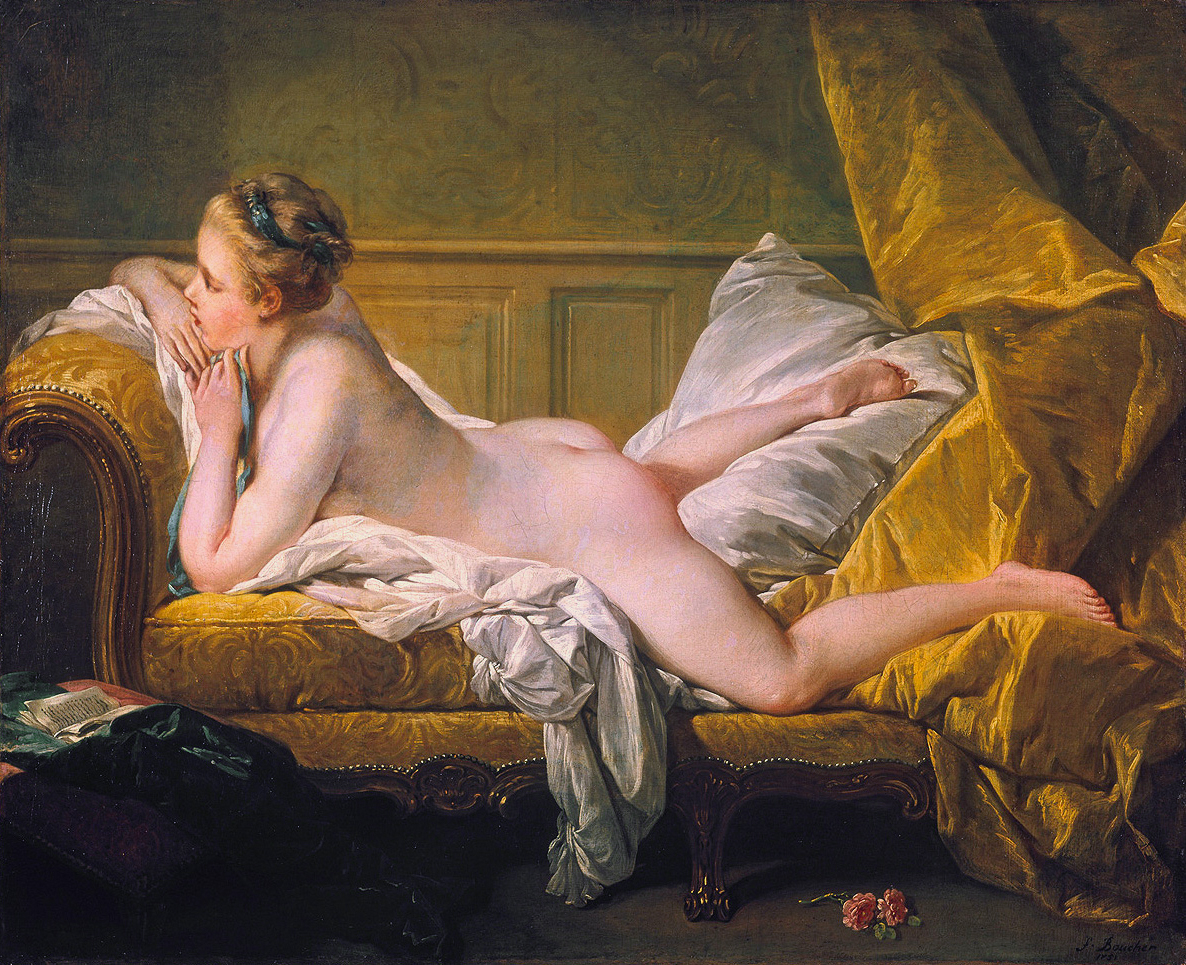
François Boucher: "Liggend meisje" (Marie-Louise O'Murphy (1737-1818))
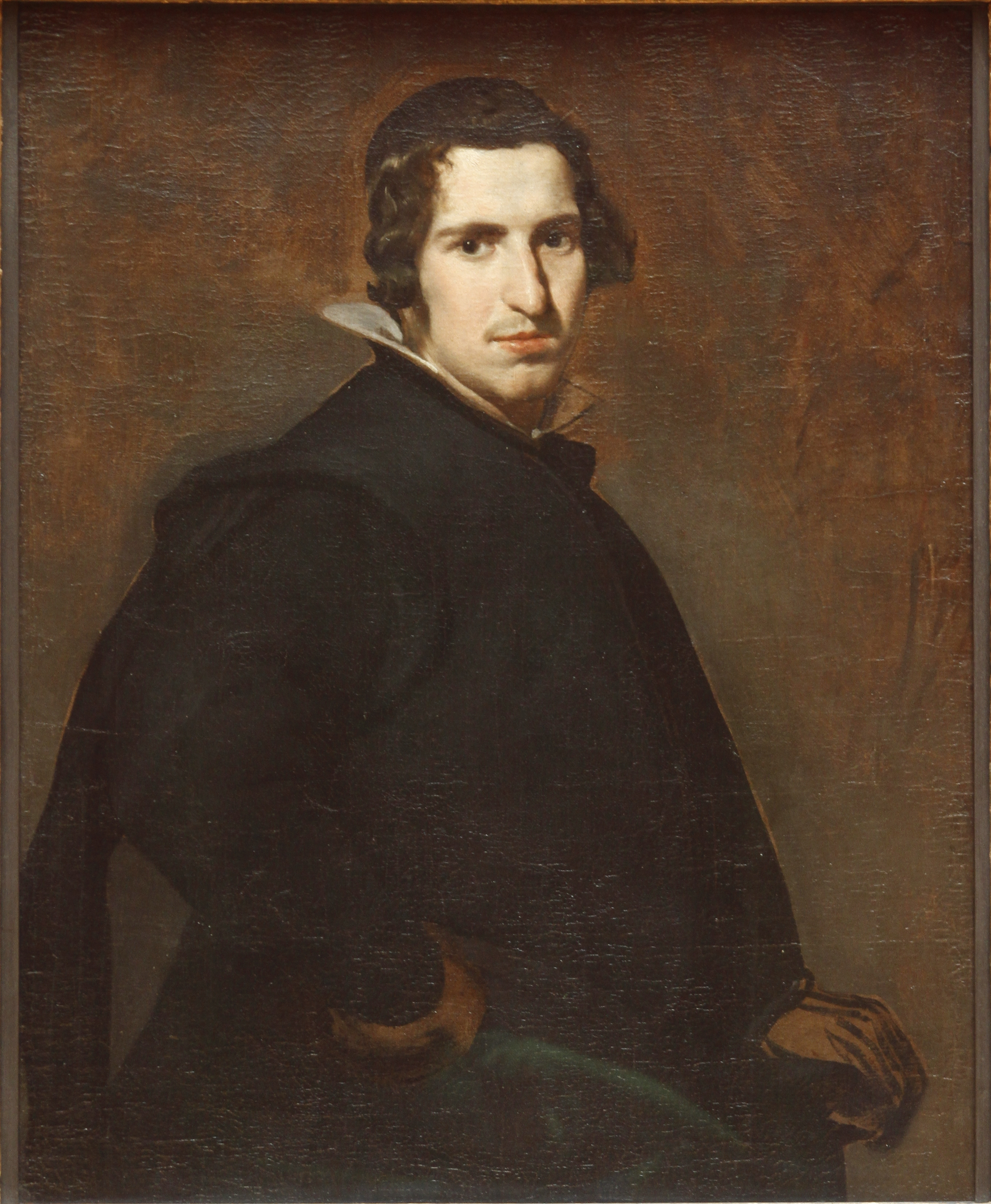
Diego Velázquez: "Jonge Spaanse Edelman"